# しつけ
しつけ（躾・仕付けまたは仕付）とは、人間社会・集団の規範、規律や礼儀作法など慣習に合った立ち振る舞い（規範の内面化）ができるように訓練することで、教育の一種である。概念的には伝統的な子供への誉め方や罰し方も含む。ドイツ語では、しつけのことを、die Zuchtというが、これは人に限らず動物（家畜）の調教、訓練の意味もあり日本語のしつけと同じである。
なお裁縫（特に和裁）では、ちゃんとまっすぐに縫えるように、「あらかじめ目安になるような縫い取り」をしておくこと、それに沿って縫っていくことを仕付けと言う。
以下では人間のしつけについて記述する。

## 概要
しつけとは、教育することと言い換えても良いが、教育一般よりも生活全般に根ざした、更に根源的な事柄にまつわる部分を教えていく行為を指す。特に言葉が理解出来ない幼児の教育に関しては、様々な態度で接することで「やって良いこと（＝誉められる）」「やってはいけないこと（＝罰せられる）」の区別をつけさせることでもある。
伝統的なしつけの手法では、罰の中に体罰を含むこともあるため、近年ではその体罰をもって「児童虐待ではないか?」とする問題提起もなされている。もちろん、しつけの中には体罰によらない方法もあり、きちんとできたら誉めるなどして、行動をより積極的に行わせるようにする様式も見られる。罰するにしても、口頭で叱るという様式もしつけには含まれる。
特にしつけは地域文化に即して様々な手法が体系化されており、民俗学・文化人類学的にこれらを研究する人もあり、中には宗教的な位置付け等から、伝統として伝えられているものも存在し、それら訓練の結果は、社会の維持に役立っている事例も見られる。
しつけをすることは、自由に伸び伸びと育てる（または放任してしまう）ことの対極にあると考えられている。一定の厳しさをもって育てていくことを含んでおり、体罰を科す場合も見られ、これらが児童虐待に発展する事例も見受けられることもあるため、しつけ行為そのものが児童虐待だと考える向きもある。
しかし、いずれしつけがなければ人間としての道徳規範にも関わるとの考え方もあるため、児童教育におけるしつけは、社会的な道徳観念やマナーが不足しているとして、その重要性を再認識する人も存在する。
ただしあらゆる面で力の弱い子供の側からすれば、「しつけ」と称した親からの一方的な理不尽な扱いへの抗弁が難しいため、行使には極めて慎重さを要するともいえる。威圧的な態度や子供の言い分を聞かないしつけでは、子供は表面上はそれに従いながらも、内心ではその理不尽さに反発する傾向もあり、特にしつける側が道義的に見て正しくなかったり、あるいは明らかに他の道徳などと矛盾する内容のしつけは、子供当人にとって混乱するか内心反発して鬱憤を溜めるかのどちらかである。このため、少なくとも公正で「他のルール」に反せず一貫性を持つことが多くの育児書で薦められている。
「しつけ」と混同し、自分の感情に身を任せた虐待や暴力をする親や教師も存在している。ニュースなどでたびたび報じられている児童虐待事件では、逮捕された加害者が「しつけだった」として容疑を否認しているが、これら加害事件では、理由がどうであるかではなく行為によって罪が問われているため、実際こういった抗弁は意味をなさない。
なおこれらのしつけは、様々な社会規範（ルール）にのっとり各々が体系化されているが、これを総合的に家庭内で教えていくことを家庭教育ともいう。

## しつけの手法と問題点
しつけが伝統的に様々な方法が考案され利用されて来たため、時代によってはその方法が問題視されたり、逆に激しさを増すこともある。
ただ、しばしば誤解されるところではあるが、しつけは社会性の教育であって「大人（保護者）の都合」を子供に強いるための行為ではない。児童虐待で逮捕された親の多くが取調べに対して「しつけだ」と弁解しているが、そのほとんどにおいて主張の妥当性は認められず、暴行であるとして有罪となっている。

### ひも
ひもを使ったしつけには、様々な種類が存在するが、その内容によっては問題視されている。
安全のため
歩き始めたばかり幼児の安全を確保するため、上半身あるいは腰を縛っておくひもを「しつけひも（または歩行練習ひも手引き紐）」という。その体を縛っているというニュアンスが「犬の散歩みたいだ」等としてひっかかる向きには、幼児の背負うリュックサックやベルト・吊りズボン等の衣服にひもを取り付けるものも日本国内ではよく見られる。特に近年では、外出時に幼児が親の目の届かない所で変質者に連れ去られる事件も起こっていることから、手繋ぎの延長として、これらひもを用いる人も増えている模様である。しかしごくまれに、これらのひもが何かにからまる・予期しない子供の行動に親が対処しきれないといった問題もあり、このひもにまつわる事故事例も報告されている。このため、公園等ではひもが遊具にからんだりしないよう気を付ける・交通量の多い場所では親が子供の手を直接引くなどの配慮が必要との警鐘も鳴らされている。
マナー
また欧米では、テーブルマナー学習の一環として、児童が食事をする際に、椅子に縛り付けるというしつけの手法が存在する。これは食事の作法として
- 食事の際はむやみに席を外さない
- 腕を大きく動かして食事をしない（日本での「食卓にひじを付かない」に相当）

といったことを体で覚えさせようというもので、厳密には罰しているわけではない。ただし、マナーのために縛り付けても罰のために縛り付けても、子供の側からすれば身体を強制的に拘束されているということに変わりはない。
罰
椅子や柱などに（身動きできない形で）縛り付ける行為は、
- 児童の恐怖心をあおり、トラウマとなる
- 用便等の基本的なしつけに反して自発的な行動を制限される
- 親は自分に危害を加える存在だと見なす認識が根付く
- 親への厭悪や憎悪が芽生える

等により、健全な精神の発達や、しつけの一貫性という面で不整合を発生させ、児童の規範意識における成長を妨げる可能性が指摘されている。たとえば「親は自分を身動きできないように縛り付ける→親は自分に危害を加える存在である→危害を加える存在の行為は誤っており、従う必要はない、或いは危害を加える存在の言うことには逆らいたい」「親は自分を身動きできないように縛り付けた→自分をこんな目に遭わせた親を恨まずにはいられない」といった具合である。ジャン＝ジャック・ルソーやイマヌエル・カントなどにも、教育やしつけの手段として子供をひもで縛ることは厭わしいし、やるべきではないとの言葉がある。自室や物置・押入れへの一時的な監禁も同様である。

### 触って良い物・悪い物
家庭内や社会には、うかつに触ると負傷するなど有害だったり危険な物や、簡単に壊れてしまう物も多い。これらの取り扱いに関しては、国によって様々な考え方・しつけ方がある。
日本
現代の日本では、危険であるために児童がいたずらすべきではないマッチ・ライター・煙草・ナイフ等の刃物は、児童の目に触れない場所に保管する様式が一般的である。しかしその一方、児童の教育上、好ましくない情報を含むテレビ番組や雑誌類のメディア・媒体は、あまり注意されることは少ない。これらは危険な物品から遠ざけて置いて、怪我さえなければ・病気にかからなければ、あとは道徳的なものは教育機関で教えてもらえるとする考え方ではあるが、近年においては教育機関が道徳意識の教育を放棄し、知識の習得にのみ重きを置く時代にあっては、いささか具合の悪い状況に陥っていると考える識者もある。
なお各種メディアから受ける精神的影響に関しては、米国を中心とした海外で問題視されるようになり、これに付随してテレビ番組からゲームや漫画等と言った、児童向け娯楽文化に注目する教育研究者もあるが、対応は始まったばかりである。
欧米
一方欧米では、家屋が大きい事や、親が子供の生活に合わせるのではなく、子供が親を含む社会のあり方に対応して行くのだという観点から、あえて触るべきではない危険な物品を、隠したりはしない傾向が強い。もちろん、殺傷性の強い銃器などは、防犯上の理由もあって例外的に隠されているが、それらを児童が取り出していじっている内に暴発するなどの事故がたびたび起きている事からも、けっして危険物を子供から隔離しているのではない事情がうかがえる。この場合のしつけ方としては見ているだけだよというものがあり、手を触れると叱られる物品を親があらかじめ子に教え、それをあえて触るようなら、手が腫れるほどにたたいて、もう触らないと誓わせる方法が取られている。この方法では体罰を含み、また親の目が届かない所で危険な物品に触れることによる事故を予測できない部分を含むため、近年では危険の度合いによって隠したりする傾向もあるが、火傷や切り傷などの「いじれば自分が痛い目に遭う」種類の危険物は、そのままにしておくことが多い。
なお欧米における各種メディアへの対応は、古くより親が「見ても良いもの」「見てはいけないもの」を規制する傾向が強いが、近年では生活習慣の違いから、親の規制が届かない所で子が有害情報に浸るケースも増え、社会問題視されている。

## 関連文献
- 『日本人のしつけは衰退したか』 広田照幸 講談社現代新書 1991 ISBN 4-06-149448-1